# Jiří Wála
Jiří Wála (22. září 1897 Praha – 22. srpna 1960 Beroun) byl přední český propagátor vodáctví, tělovýchovný pedagog, autor a zakladatel turistické „Dunajské společnosti“.

## Životopis
Byl pokřtěn jako Jiří Antonín Wála, syn c. k. oficiála Ignáce (Hynka) Wály (1851–??) a jeho manželky Otylie, rozené Steimarové, vdovy Pták–Loukotové (1872–??). Měl bratra Maxe a sestru Albertinu.
Studoval gymnázium v Praze a angažoval se už v té době v Sokolu a Českém atletickém a fotbalovém klubu. Před dokončením studia v roce 1915 narukoval a od jara 1916 do léta 1918 byl na italské frontě dvakrát raněn. Po návratu z války dokončil gymnázium, poté v letech 1921–1923 studoval na Univerzitě Karlově filozofii, sociologii, němčinu a tělesnou výchovu. V roce 1923 se začal zapojovat do práce ve vysokoškolském sportu. Založil oddíl „Dunajská společnost“, který byl zaměřen hlavně na turistiku a kanoistiku.
S „Dunajčíky“ pak procestoval velkou část Evropy. Kanoistická výprava z Bratislavy do Černého moře v roce 1924 se stala základem jeho knihy V kánoích napříč Evropou (první vydání 1928), z vodácké výpravy do západní Evropy vznikla kniha V. S. putuje za sluncem (1936). Organizoval i pěší turistické výlety, například v Alpách, na Korsice nebo v Jugoslávii. Byl také nadaným kreslířem a ilustroval vlastní i cizí publikace.
Ve třicátých letech 20. století pak působil v Praze jako učitel na gymnáziích v Libni, na Vinohradech, Malé Straně a Žižkově. Přednášel také na Českém vzdělávacím kurzu pro učitelství tělocviku a na učitelských ústavech při Lékařské fakultě Univerzity Karlovy.
Po válce se Wála stal významnou osobností ve výchově nových učitelů tělesné výchovy. Vytvořil řadu učebních textů, například Soudobá tělesná výchova (1947), Švédská gymnastika (1947), Gymnastika (1950 a 1952), Obecná teorie tělesné výchovy (1954 a 1956) a Turistika (1955) a doprovázel je vždy praxí. V roce 1953 byl jmenován prvním děkanem Institutu tělesné výchovy a sportu Univerzity Karlovy.
Zemřel 22. srpna 1960 ve věku dvaašedesáti let při kanoistickém výletu na Slapech po protržení břišní aorty a na následné vnitřní vykrvácení v nemocnici v Berouně.